# Légitime Défense (Martinique)
Pour les articles homonymes, voir Légitime Défense (homonymie).

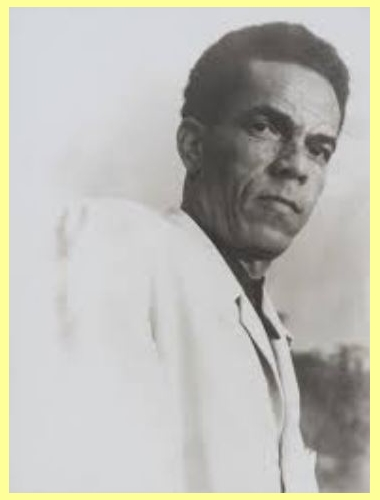
René Ménil, Philosophe et écrivain. René Ménil et la revue Légitime Défense ont posé en 1932 les fondations de la littérature martiniquaise engagée. Il obtient le prix Frantz Fanon en 1999 pour l'ensemble de son œuvre.

Légitime Défense est une revue publiée en 1932, organe officiel du comité du même nom, composé de jeunes intellectuels martiniquais qui se réclame du matérialisme dialectique de Karl Marx et du Surréalisme et composé de René Ménil, Thélus Léro, Etienne Léro, Jules-Marcel Monnerot, Auguste Thésée, Michel Pilotin, Maurice-Sabas Quitman, Pierre Yoyotte et Simone Yoyotte. Elle ne connut qu'un seul numéro. C'est une réflexion critique sur la littérature et l'identité martiniquaise. 
En 1932, le manifeste Légitime Défense est le point de départ de la littérature martiniquaise engagée bien avant la Négritude.[réf. nécessaire]
L'unique numéro de Légitime Défense est un recueil de textes et de poèmes. Y figurent ainsi : 
- Jules-Marcel Monnerot : Note touchant la bourgeoisie de couleur française
- Maurice-Sabas Quitman : Le paradis sur terre
- René Ménil : Généralités sur l'écrivain de couleur antillais
- Étienne Léro : Civilisation et Misère d'une poésie
- Un extrait du roman de Claude McKay, Banjo : L'étudiant antillais vu par un noir américain.
- Des poèmes de Simone Yoyotte ; Jules-Marcel Monnerot ; Etienne Léro ; René Ménil.

Après la parution de Légitime Défense, le groupe a publié en 1933 d'autres articles signés Légitime Défense. 12 ont ainsi été recensés et figurent dans la réédition de la revue en 2020.

## Contenu deLégitime Défense
Dans ce manifeste, les auteurs s'interrogent sur l'avenir de la Martinique et dénoncent le colonialisme et le danger que représente, selon eux, la notion d’assimilation pour l’identité et la culture antillaise. Ils se dressent aussi contre ce qu'ils considèrent comme l’aliénation des populations noires des Caraïbes face au pouvoir métropolitain. René Ménil déclarait : 

« Dans le système colonial, la conscience des colonisés est façonnée, modelée conformément aux valeurs et aux vérités des maîtres. C'est dire que, dans chaque colonisé, le colonisateur a introduit, dans l'âme même du colonisé, les sentiments, les idées du maître. Dans chaque colonisé nous aurons une âme blanche dans un corps noir. »

Dans le manifeste Légitime Défense on pouvait lire cette déclaration sur les comportements et attitudes de l'antillais victime d'aliénation culturelle : 

« L'Antillais, bourré à craquer de morale blanche, de culture blanche, de préjugés blancs, étale dans ses plaquettes l'image boursouflée de lui-même. D'être un bon décalque d'homme pâle, lui tient lieu de raison sociale aussi bien que de raison poétique. »

Ou encore :

« Progressivement l'Antillais de couleur renie sa race, son corps, ses passions fondamentales et particulières, sa façon spécifique de réagir à l'amour et à la mort, et arrive à vivre dans un domaine irréel déterminé par les idées abstraites et l'idéal d'un autre peuple. »

Qui plus est, dans Légitime Défense, Étienne Léro écrivait : 

« Quelques membres d'une société mulâtre, intellectuellement et physiquement abâtardie, littérairement nourrie de décadence blanche se sont faits, auprès de la bourgeoisie française qui les utilise, les ambassadeurs d'une masse qu'ils étouffent et, de plus, renient parce que trop foncée. »

Les assimilationnistes sont partisans de l'absorption, de la dilution de la conscience et de la société antillaise dans l'« intérêt général » français. Pour eux il n'y a pas d'homme martiniquais, il n'y a pas de réalité martiniquaise. En revanche, les auteurs du manifeste Légitime Défense ont démontré que les Martiniquais ont une personnalité, une culture, une histoire et qu'ils constituent un peuple différent du peuple français. Le manifeste Légitime Défense est donc la première contestation intellectuelle de l'assimilationnisme en Martinique.

## Les auteurs du manifeste
- René Ménil (né en 1907), philosophe, essayiste et cofondateur du Parti communiste martiniquais en 1957 ;
- Thélus Léro (né en 1909), professeur de mathématiques, puis il a été sénateur de la Martinique de 1946 à 1948 ;
- Étienne Léro, (né en 1910), poète et étudiant en lettres et en philosophie à l'époque. Administrateur de la revue ;
- Jules-Marcel Monnerot (né en 1903), étudiant titulaire d'un doctorat en lettres ;
- Simone Yoyotte, poétesse, elle fut la seule femme à participer à la revue Légitime Défense ;
- Auguste Thésée ;
- Michel Pilotin, né en 1906 ;
- Maurice-Sabas Quitman ;
- Pierre Yoyotte.

## La littérature antillaise avant 1932
Avant la publication de la revue Légitime Défense en 1932, la littérature antillaise était qualifiée de « doudouiste ». Il s'agissait d'une littérature propre à satisfaire le besoin d'exotisme des lecteurs métropolitains. Les frères Thaly (Daniel et Fernand) en poésie et Mayotte Capécia avec son roman Je suis martiniquaise (en), Victor Duquesnay et Eugène Agricole sont représentatifs de ce courant littéraire doudouiste, qui se soumet au goût extérieur. Le pittoresque de la vie rurale antillaise, la description ou la mise en scène de paysages idylliques servent d'ingrédients à la création. Le penseur Frantz Fanon fut très sévère à l'égard de cette littérature et dénonça dans son fameux Peau noire, masques blancs le comportement aliénant de leurs auteurs et plus précisément celui de Mayotte Capécia, il déclara : « Pour nous, aucune équivoque n'est possible : Je suis martiniquaise est un ouvrage au rabais, prônant un comportement malsain. »
À cette époque cependant, des écrivains antillais de couleur, comme le Guadeloupéen Oruno Lara (en), commençaient à prendre du recul en affirmant la dignité des Noirs et en refusant l'aliénation culturelle des Antillais à l'égard de la métropole.
Pour certains intellectuels, le manifeste Légitime Défense est le point de départ de la littérature martiniquaise engagée bien avant la négritude.